# Вєтров Володимир Іполитович
Вєтров Володимир Іполітович (рос. Владимир Ипполитович Ветров; 10 жовтня 1932, Москва — 23 січня 1985) — підполковник Першого головного управління КДБ СРСР (ПГУ), завербований французькою контррозвідкою DST.
Вєтров В. І. передав французькій контррозвідці надзвичайно важливу інформацію про радянську програму з викрадення західних технологій та списки осіб, які займалися цим.

## Шпигунська діяльність
Вперше Вєтров відвідав Францію в 1965 році для роботи з «Лінії Т» (науково-технічна розвідка) під «прикриттям» як інженер радянського торгового представництва. Він встановив контакт із Жаком Прево, відповідальним працівником фірми «Thomson-CSF», що виготовляла електронне обладнання, у тому числі військового призначення, і попросив його надати невелику послугу — розповісти про нові технічні розробки для можливих закупівель.
Однак Прево співпрацював із французькою контррозвідкою DST, і об'єктом вербового вивчення став сам Вєтров. Потім представився слушний випадок, коли неабияк випивши, Вєтров розбив службове авто. Бажаючи уникнути неприємностей у посольстві, він прийшов до свого приятеля і просив допомогти з ремонтом автомобіля. Французький друг не відмовив, але негайно повідомив контррозвідку, що тепер Вєтров має що приховувати від начальства. Використати дану ситуацію у своїх цілях контррозвідка не встигла — у Вєтрова відрядження закінчилось.[джерело?]
У 1974 році Вєтров отримав посаду в радянському торговому представництві в Монреалі, проте вже через рік був відкликаний до СРСР з догану по партійній лінії.[джерело?]
Він був вилучений з оперативної роботи, проте опинився на посаді з доступом до важливої секретної інформації в управлінні «Т» ПГУ КДБ, яке займалося аналізом науково-технічної інформації, що надходить з-за кордону.[джерело?]
Навесні 1981 року він згадав про старого французького друга. Лист із пропозицією передати секретні відомості, доставлений Жаку Прево з Москви французом Олександром де Полем, з яким Вєтров познайомився в московському «Експоцентрі», було передано в DST.[джерело?]
У 1981—1982 роках Вєтров, якому DST була присвоєна кличка «Farewell», передав французькій спецслужбі майже 4 000 секретних документів, включаючи повний офіційний список 250 офіцер Лінії X, розміщених під виглядом дипломатів у всьому світі. Здійснювати зв'язок з Вєтровим було доручено майору Феррану з французької розвідки, зазвичай зустрічі відбувалися на Черемушкинском ринку та у сквері біля Бородінської панорами.[джерело?]
Серед інформації, яку Вєтров передав на Захід, була повна схема організації радянських зусиль у галузі науково-технічної розвідки. Вєтров повідомляв про завдання, досягнення та невиконані цілі цієї програми. Вєтров також розкрив імена 70 джерел КДБ у 15 західних країнах та 450 співробітників радянської розвідки, які займалися збором науково-технічної інформації. Інформація, яку він передав, призвела до висилання майже 150 радянських розвідників із різних країн Заходу. Лише з Франції було вислано 47 радянських розвідників.[джерело?]
22 лютого 1982 року Вєтров запропонував своїй коханці Ользі Ощенко (теж працювала в ПГУ) здійснити прогулянку в околицях Москви, поблизу села Катеринівка (нині в межах Москви, Рубльовське шосе). Під час прогулянки між ними сталася сварка на ґрунті того, що Вєтров раніше обіцяв розлучитися зі своєю дружиною Світланою та одружитися з Ольгою. Крім того, Вєтров побоювався, що Ольга здогадується про його шпигунську діяльність. Опинившись у відокремленому місці, Вєтров спробував убити Ольгу ударом пляшкою щойно розпитого шампанського по голові. Коли жінка почала пручатися, він завдав їй кілька ударів викруткою. На крики Ольги до автомобіля підбіг випадковий перехожий, п'ятдесятирічний Юрій Кривич, який опинився заступником начальника відділу матеріально-технічного постачання об'єднання "Газпром трансгаз Москва|Мострансгаз]. Його Вєтров убив ударом ножа у серце. 3 листопада 1982 року трибунал Московського військового округу визнав Вєтрова винним у навмисному вбивстві, замаху на навмисне вбивство з особливою жорстокістю та носінням холодної зброї, засудив до 15 років колонії суворого режиму з позбавленням військового звання та нагород.[джерело?]
За процесом розслідування вбивства стежили співробітники КДБ. Незабаром Вєтров з побоювання, що його почнуть розшукувати французькі спецслужби і тим самим його засвітять, написав листа дружині з проханням, щоб вона поінформувала їх про те, що сталося. Лист був перехоплений співробітниками КДБ і поряд з іншими доказами, виявленими в процесі внутрішньої перевірки, він остаточно переконав у причетності Вєтрова до шпигунства. У серпні 1983 року відправленого відбувати покарання під Іркутськ Вєтрова перевели в Лефортовську в'язницю в Москві і звинуватили в зраді батьківщині та шпигунстві. 14 грудня 1983 року Військова колегія Верховного суду СРСР під головуванням генерал-майора Бушуєва Георгія Івановича засудила Вєтрова до смертної кари. 23 січня 1985 року вирок був виконаний.

## Секретна інформація, передана Вєтровим до Франції
Слідством та судом встановлено, що за час роботи на французьку розвідку Вєтров передав понад 4000 документів, що мали гриф «цілком таємно». Багато документів містили резолюції голови КДБ Юрія Андропова, а на деяких паперах були позначки Генерального секретаря ЦК КПРС Леоніда Брежнєва. Таємні документи включали повний перелік всіх державних організацій СРСР, що займаються збиранням та аналізом здобутої на Заході науково-технічної інформації; плани використання цієї інформації у військово-промисловому комплексі та цивільній галузі, були зазначені кошти, зекономлені у результаті отриманої нелегальним шляхом західної техніки для всіх галузей промисловості. Вєтров передав у Францію список основних агентів, завербованих офіцерами радянської нелегальної розвідки в західних країнах, включаючи одного з найцінніших агентів — Козлова Олексія Михайловича, який займався ядерною програмою Південної Африки та затриманого за інформацією Вєтрова 28 червня 19 в ПАР.
Серед таємних документів, переданих до Франції Вєтровим, був звіт на 128 сторінках Військово-промислової комісії про результати роботи за 1979 рік, де зазначалося, що за цей рік розвідниками було видобуто 196 зразків техніки та 3896 документів, а Управління «Т» ПГУ КДБ завершило 557 розвідувальних операцій із 2 148. 57 зразків та 346 документів були «ефективно використані у науково-дослідній діяльності та у розробці нових систем зброї та військових матеріалів, а також у вдосконаленні систем зброї, що знаходяться на озброєнні в даний час», йшлося у звіті. Згадувалося, що радянська військово-авіаційна промисловість заощадила близько 48,6 мільйонів рублів (за тим курсом близько 65 млн доларів).[джерело?]
В іншому документі ВПК від 19 червня 1981 року повідомлялося, що в 1980 році оборонно-промисловий комплекс видав 3617 завдань зі збору науково-технічної інформації, 1085 з них були виконані до кінця року. У результаті здійснено 3396 радянських дослідницьких та конструкторських проєктів. І хоча основна частина масиву науково-технічної інформації, як зазвичай і буває, була отримана з «відкритих» західних джерел, 90 % розвідданих, які заслужили найвищу оцінку, були отримані завдяки секретним операціям КДБ та ГРУ. Управління «Т» в 1980 році доповідало про отримання 5456 «зразків» (техніки, вузлів та мікросхем), з яких 44 % були передані в оборонну промисловість, 28 % в цивільну галузь і 28 % в КДБ та інші організації.[джерело?]

## Культура
- У вересні 2009 року у прокат вийшов французбкий фільм Прощальна справа, оснований про події навколо Вєтрова.[5].
- «Провал агента „Прощавай“» (документальный сериал «Загадки века с Сергеем Медведевым», телеканал «Звезда», 2023).
- У книзі «Chip War» автора «Chris Miller» є розділ «The KGB's Directorate T», де описана історія Вєтрова.